# Крандола-Вальсассіна
Крандола-Вальсассіна (італ. Crandola Valsassina) — муніципалітет в Італії, у регіоні Ломбардія,  провінція Лекко.
Крандола-Вальсассіна розташована на відстані близько 530 км на північний захід від Рима, 65 км на північ від Мілана, 19 км на північ від Лекко.
Населення — 254 особи (2014).

## Демографія
Населення за роками:

Станом на 1 січня 2023 року в муніципалітеті офіційно проживало 8 іноземців з 6 країн, серед них 3 громадяни країн Євросоюзу.

## Сусідні муніципалітети
- Казарго
- Кортенова
- Марньо
- Прималуна
- Тачено